# تیجا بلک
تیجا بلک (انگلیسی: Teja Belak؛ زادهٔ ۲۲ آوریل ۱۹۹۴) ژیمناست هنری اهل اسلوونی است.